# Armenia la Concursul Muzical Eurovision Junior
Armenia a debutat la Concursul Muzical Eurovision Junior în anul 2007.

## Rezultate

#### Legendă:
Câștigător
     Locul al doilea
     Locul al treilea
     Ultimul loc
| An   | Gazda     | Artist              | Titlu                                 | Poziție  | Puncte   |
| ---- | --------- | ------------------- | ------------------------------------- | -------- | -------- |
| 2007 | Rotterdam | Arevik              | „Erazanq” (Երազանք)                   | 2        | 136      |
| 2008 | Limassol  | Monica Manucharova  | „Im Ergi Hnchyune” (Իմ Երգի Հնչյունե) | 8        | 59       |
| 2009 | Kiev      | Luara Hayrapetyan   | „Barcelona” (Բարսելոնա)               | 2        | 116      |
| 2010 | Minsk     | Vladimir Arzumanyan | „Mama” (Մամա)                         | 1        | 120      |
| 2011 | Erevan    | Dalita              | „Welcome to Armenia”                  | 5        | 85       |
| 2012 | Amsterdam | Compass Band        | „Sweetie Baby”                        | 3        | 98       |
| 2013 | Kiev      | Monica Avanesyan    | „Choco-Fabric”                        | 6        | 69       |
| 2014 | Malta     | Betty               | „People of the Sun”                   | 3        | 146      |
| 2015 | Sofia     | Mika                | „Love”                                | 2        | 176      |
| 2016 | Valletta  | Anahit & Mary       | „Tarber”                              | 2        | 232      |
| 2017 | Tbilisi   | Misha               | „Boomerang”                           | 6        | 148      |
| 2018 | Minsk     | L.E.V.O.N.          | „L.E.V.O.N.”                          | 9        | 125      |
| 2019 | Gliwice   | Karina Ignatyan     | „Colours of Your Dream”               | 9        | 115      |
| 2020 | Varșovia  | Maléna              | „Why”                                 | Retras X | Retras X |
| 2021 | Paris     | Maléna              | „Qami Qami”                           | 1        | 224      |
| 2022 | Erevan    | Nare                | „Dance!”                              | 2        | 180      |

## Istoria voturilor (2007-2013)
| Poziție | Țară          | Puncte |
| ------- | ------------- | ------ |
| 1       | Rusia         | 72     |
| 2       | Georgia       | 67     |
| 3       | Ucraina       | 52     |
| 4       | Belarus       | 45     |
| 5       | Țările de Jos | 30     |

| Poziție | Țară          | Puncte |
| ------- | ------------- | ------ |
| 1       | Georgia       | 69     |
| 2       | Rusia         | 65     |
| 3       | Ucraina       | 64     |
| 4       | Belgia        | 54     |
| 5       | Țările de Jos | 51     |

## Gazduire
| An   | Oraș   | Locație                    | Prezentatori                                      | Data finalei      | Piesa câștigătoare      |
| ---- | ------ | -------------------------- | ------------------------------------------------- | ----------------- | ----------------------- |
| 2011 | Erevan | Complexul Karen Demirchyan | Avet Barseghyan și Gohar Gasparyan                | 3 decembrie 2011  | Georgia - "Candy Music" |
| 2022 | Erevan | Complexul Karen Demirchyan | Iveta Mukuchyan, Garik Papoyan și Karina Ignatyan | 11 decembrie 2022 | Franța - "Oh, Maman!"   |